# Jaten (Wonodadi)
Jaten is een bestuurslaag in het regentschap Blitar van de provincie Oost-Java, Indonesië. Jaten telt 1765 inwoners (volkstelling 2010).